# Farida Karodia
Farida Karodia (* 1942 in der Kapprovinz) ist eine südafrikanisch-kanadische Schriftstellerin. Sie schreibt in englischer Sprache.

## Leben
Karodia wurde im Gebiet der heutigen Provinz Ostkap als Mitglied der indischen Bevölkerungsgruppe, speziell der Gujarati sprechenden, geboren. Sie arbeitete als Lehrerin in Johannesburg, Sambia und Swasiland. 1968 entzog ihr die südafrikanische Regierung den Reisepass. Nachdem sie als Staatsfeind aufgeführt worden war, ging sie 1969 ins Exil nach Kanada, wo sie als Schriftstellerin arbeitete. So schrieb sie Hörspiele für den kanadischen Rundfunk. 1986 erschien ihr erster Roman, Daughters of the Twilight, der von der Kritik in Kanada eher ignoriert wurde.
Die meisten ihrer Werke behandeln die Situation der indischen und der anderen nicht-weißen Bevölkerungsgruppen. Häufig übertreten die Protagonisten durch die Apartheid festgelegte Normen.
1991 lebte Karodia eine Zeitlang in Indien, wo sie das Drehbuch zu Midnight Embers schrieb und der Film produziert wurde. 1993 erschien ihr Werk A Shattering of Silence. In diesem Roman steht die Tochter eines kanadischen Missionarsehepaars im Vordergrund, deren Eltern im mosambikanischen Bürgerkrieg ermordet wurden. 1994 kehrte Karodia von Kanada nach Südafrika zurück. Kurz darauf erschien der Erzählband Against an African Sky and Other Stories. Für ihr 2000 erschienenes Werk Other Secrets schrieb sie Daughters of the Twilight um und fügte zwei weitere Teile hinzu. Das Buch spielt im Ostkap und behandelt Menschen aus drei Generationen unterschiedlicher ethnischer Herkunft im System der Apartheid.
Karodia lebt abwechselnd in Südafrika und Kanada.

## Werke
- 1986: Daughters of the Twilight. Roman.
- 1988: Coming Home and Other Stories. Erzählungen. Heinemann.
- 1993: A Shattering of Silence. Roman.
- 1995: Against an African Sky and Other Stories. Erzählungen.
- 2000: Other Secrets. Roman.
- 2003: Boundaries. Roman.